# Frankenstein nella cinematografia

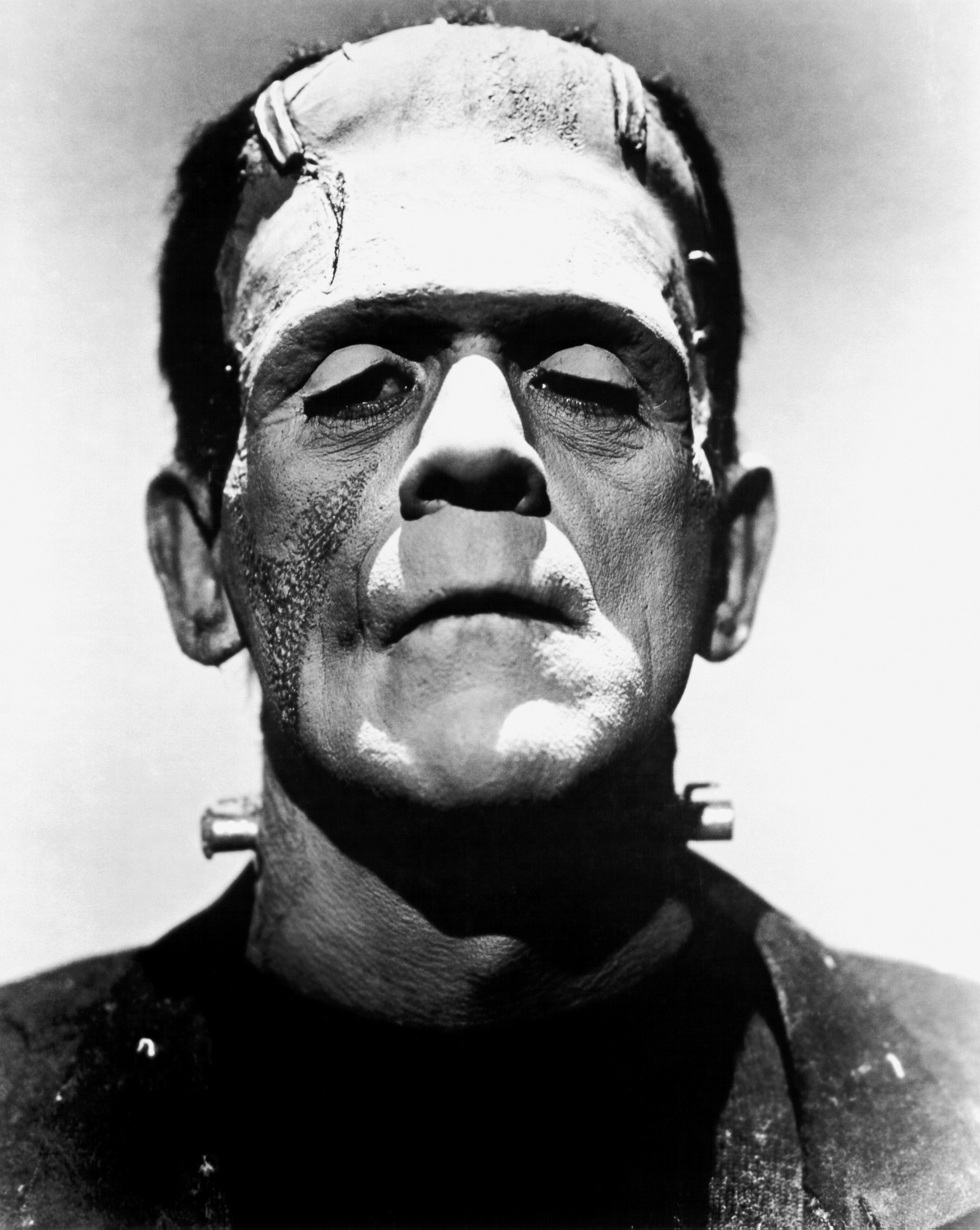
Un primo piano di Boris Karloff truccato da Jack Pierce (oltre quattro ore ogni make up). Per ogni rappresentazione del "Mostro di Frankenstein" con queste fattezze la Universal Studios incassava i diritti d'autore

Il romanzo Frankenstein di Mary Shelley ha avuto numerose trasposizioni cinematografiche. La prima risale al 1910, quando la compagnia di Thomas Edison produsse l'omonimo film muto diretto da J. Searle Dawley. 
Seguirono altri due film muti, ma il successo arrivò nel 1931, con la prima trasposizione sonora diretta da James Whale, nella quale l'interpretazione della creatura divenne iconica restando definitivamente nell'immaginario collettivo grazie all'interpretazione di Boris Karloff e alla sua caratterizzazione, ideata da Whale stesso insieme al truccatore Jack Pierce che crearono la maschera più famosa e imitata nel cinema horror.
Anche la genesi stessa del romanzo, avvenuta nel 1816, quando l'autrice ebbe l'ispirazione mentre si trovava col futuro marito poeta Percy Shelley, Lord Byron e John William Polidori sul lago di Ginevra, venne ripresa in alcuni film come La moglie di Frankenstein (1935), Gothic (1986) e Frankenstein oltre le frontiere del tempo (1990).

## Anni dieci e venti
Dopo la rappresentazione teatrale Frankenstein, or The Vampire's Victim del 1887, l'opera arrivò al cinema agli albori della sua storia. Durante il periodo del cinema muto si ebbero tre versioni, nelle quali, come in quella teatrale, la creatura si presentava in scena con le gambe nude e comunque ancora molto distante dall'iconografia che diverrà classica dopo il film del 1931 di James Whale.
- Frankenstein, regia di J. Searle Dawley (1910)
- Life Without Soul, regia di Joseph W. Smiley (1915)
- Il mostro di Frankenstein, regia di Eugenio Testa (1920)

## Film della Universal

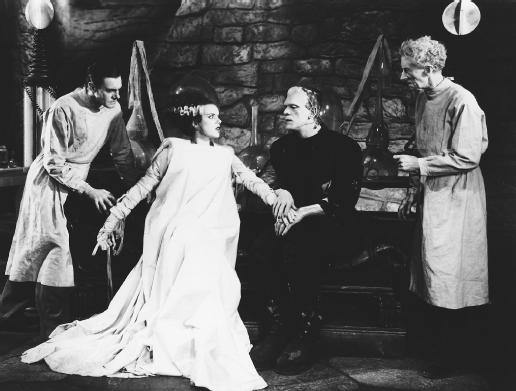
Una scena de La moglie di Frankenstein (1935) (ripresa anche nel film Demoni e dei, 1998)

Dal 1931 la casa di produzione cinematografica Universal Pictures si impegnò nella produzione di lungometraggi di genere horror ispirati a classici della letteratura o della tradizione popolare incentrati su personaggi come Dracula di Bram Stoker, l'uomo lupo, la mummia e appunto la creatura di Frankenstein, che divennero poi noti come i "mostri della Universal". Il Frankenstein di James Whale del 1931 venne interpretato dall'attore inglese Boris Karloff che da allora fu ricordato come il principale interprete del personaggio. In seguito Karloff fu lo scienziato in altri due film su Frankenstein, La casa degli orrori (1944) e Frankenstein 1970 (1958). Il successo della serie della Universal portò alla produzione di crossover, ovvero film dove i protagonisti dei rispettivi film si incontrano interagendo fra loro, come ad esempio Frankenstein contro l'uomo lupo (1943) e a parodie con Gianni e Pinotto.
Elenco dei film della Universal
- Frankenstein, regia di James Whale (1931)
- La moglie di Frankenstein (Bride of Frankenstein), regia di James Whale (1935)
- Il figlio di Frankenstein (Son of Frankenstein), regia di Rowland V. Lee (1939)
- Il terrore di Frankenstein (The Ghost of Frankenstein), regia di Erle C. Kenton (1942)

Crossover
- Frankenstein contro l'uomo lupo (Frankenstein Meets the Wolf Man), regia di Roy William Neill (1943)
- Al di là del mistero (House of Frankenstein), regia di Erle C. Kenton (1944)
- La casa degli orrori (House of Dracula), regia di Erle C. Kenton (1945)

Parodie
- Il cervello di Frankenstein (Abbott & Costello Meet Frankenstein), regia di Charles Barton (1948)

## Film della Hammer

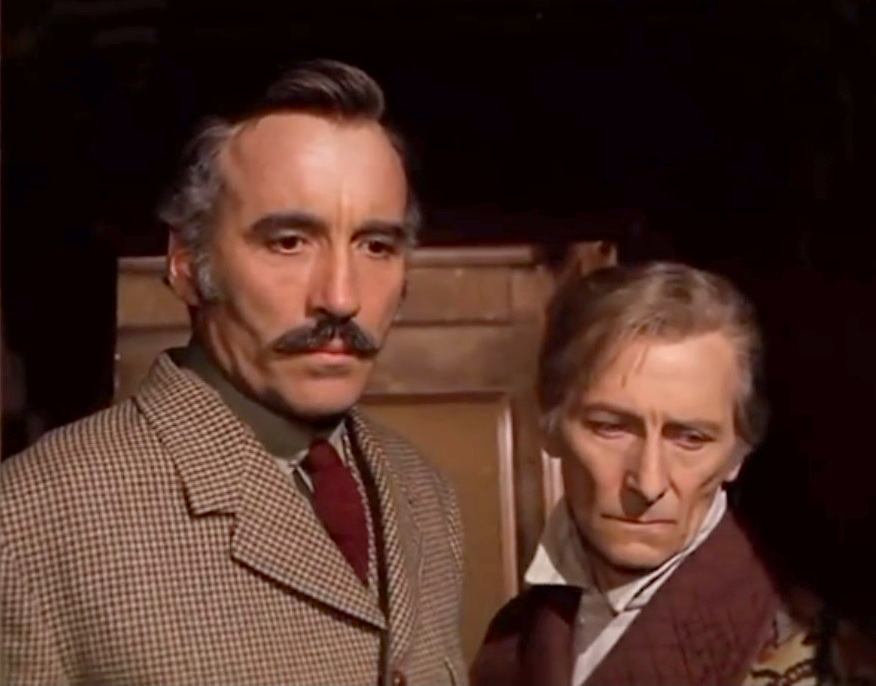
Gli attori Christopher Lee e Peter Cushing in una scena del film Horror Express (1973), protagonisti del primo film del Ciclo di Frankenstein della Hammer

Alla fine degli anni cinquanta la casa di produzione cinematografica britannica di film horror Hammer Film Productions, su ispirazione della serie degli anni trenta della Universal, decise di produrre una propria serie di film incentrati sui mostri classici della Universal. Nel 1957 esordì con una serie di lungometraggi dedicati alla creatura di Frankenstein diretta da Terence Fisher, con l'attore Peter Cushing che interpretò lo scienziato Victor Frankenstein in sei film su sette del ciclo. Anche Fisher diresse sei dei sette film della serie, mentre il primo Frankenstein fu Christopher Lee.
- La maschera di Frankenstein (The Curse of Frankenstein), regia di Terence Fisher (1957)
- La vendetta di Frankenstein (The Revenge of Frankenstein), regia di Terence Fisher (1958)
- La rivolta di Frankenstein (The Evil of Frankenstein), regia di Freddie Francis (1964)
- La maledizione dei Frankenstein (Frankenstein Created Woman), regia di Terence Fisher (1967)
- Distruggete Frankenstein! (Frankenstein Must Be Destroyed), regia di Terence Fisher (1969)
- Gli orrori di Frankenstein (The Horror of Frankenstein), regia di Jimmy Sangster (1970)
- Frankenstein e il mostro dell'inferno (Frankenstein and the Monster from Hell) regia di Terence Fisher (1974)

## Altri film
Oltre alla versione della Hammer, anche quella di altre case cinematografiche si rifà all'iconografica codificata dalla Universal piuttosto che al romanzo di Mary Shelley, salvo rare eccezioni. La produzione è comunque molto vasta e variegata e di diversa qualità, con molti B-movie in vari paesi, nonché molte parodie. Inoltre in molti film non sempre il mostro è riconducibile interamente al personaggio originario (per il quale qualunque utilizzo della "maschera" di Frankenstein come fu concepita da Jack Pierce portava i diritti d'autore alla Universal), ma vengono approfondite altre vicende come quelle del dottore o delle varie figlie o figli del mostro.
Registi di riferimento delle serie Universal e Hammer sono rispettivamente James Whale e Terence Fisher e non sono tantissime le pellicole che riescono a dare ancora nuova verve alla figura di Frankenstein. Tra esse la variazione sul tema La strage di Frankenstein (1957), pensata per un pubblico adolescenziale, e Frankenstein alla conquista della Terra (1965), bizzarra rielaborazione giapponese in chiave fantascientifica. Una rivisitazione entrata nella storia del cinema è quella prodotta e diretta da Mel Brooks nel 1974, Frankenstein Junior, che è una parodia che si rifà alla trilogia degli anni trenta arrivando a utilizzarne alcuni set originali. Una trasposizione fedele del romanzo si ebbe nel 1994 a opera di Kenneth Branagh con Frankenstein di Mary Shelley.
Il periodo dagli anni cinquanta ai sessanta è contraddistinto, oltre che dai film della Hammer, da una serie di produzioni minori e di vari paesi come Frankenstein alla conquista della Terra (1965) del regista giapponese Ishirō Honda e Frankenstein 1970 (1958). In molte pellicole, oltre a Frankenstein, sono presenti gli altri mostri della Universal, introdotti già dalla Universal stessa in due dei suoi film della serie. Questo fenomeno ebbe maggior rilevanza nel ventennio successivo. Negli anni settanta vennero prodotte molti B-movie e parodie, ma anche una serie di film sugli "incontri tra mostri" già iniziata dalla Universal, ad esempio il film spagnolo Dracula contro Frankenstein (1972).
Il film del 1965 L'incredibile astronauta incontra il mostro spaziale (Frankenstein Meets the Spacemonster) diretto da Robert Gaffney, malgrado il titolo originale, non ha nulla a che fare col personaggio: infatti non compare né la creatura né il dottor Frankenstein.

### Anni cinquanta
- Tres eran tres (episodio Una de medio), regia di Eduardo Maroto (1954)
- La strage di Frankenstein (I was a teenage Frankenstein), regia di Herbert L. Strock (1957)
- Frankenstein 70, regia di Howard Koch (1958)
- La figlia di Frankenstein (Frankenstein's Daughter), regia di Richard E. Cunha (1958)
- How to Make a Monster (How to Make a Monster), regia di Herbert L. Strock (1959)

### Anni sessanta
- Orlak, el infierno de Frankenstein, regia di Rafael Baledón (1960)
- Frankenstein alla conquista della Terra (Fuharakenshutain tai barago), regia di Ishirō Honda (1965)
- Kong, uragano sulla metropoli (Furankenshutain no Kaijū - Sanda tai Gaira), regia di Ishirō Honda (1966)
- Jesse James Meets Frankenstein's Daughter, regia di William Beaudine (1966)
- Santo y Blue Demon contra los monstruos, regia di Gilberto Martinez Solares (1969)
- Operazione terrore (Los monstruos del terror), regia di Hugo Fregonese, Eberhard Meichsner e Tulio Demicheli (1969)

### Anni settanta

L'attrice Rosalba Neri nei panni di Tania Frankenstein nel film italiano Lady Frankenstein (1971)

- Necropolis, regia di Franco Brocani,[7] (1970)
- Santo contra la Hija de Frankenstein, regia di Miguel Delgado (1971)
- Lady Frankenstein, regia di Mel Welles e Aureliano Luppi (1971)
- Dracula contro Frankenstein (Drácula vs. Frankenstein), regia di Al Adamson (1971)
- Dracula contro Frankenstein (Drácula contra Frankenstein), regia di Jesús Franco (1972)
- La maldición de Frankenstein, regia di Jesús Franco (1972)
- Frankenstein '80, regia di Mario Mancini (1972)
- Frankenstein: The True Story, Film TV regia di Jack Smight (1973)
- Wide World Mystery, regia di Glenn Jordan - Film TV (1973)
- Black Frankenstein (Blackenstein) di William A. Levey (1973)
- Il mostro è in tavola... barone Frankenstein (Flesh for Frankenstein), regia di Paul Morrissey e Antonio Margheriti (1973)
- Frankenstein Junior (Young Frankenstein), regia di Mel Brooks (1974)
- Terror! Il castello delle donne maledette, regia di Dick Randall (come Robert H. Oliver) (1974)
- Santo y Blue Demon contra el doctor Frankenstein, (Santo y Blue Demon contra el doctor Frankenstein), regia di Miguel Delgado (1974)
- Frankenstein: Une histoire d'amour, regia di Bob Thénault - Film TV (1974)
- Frankenstein all'italiana, regia di Armando Crispino (1975)
- Victor Frankenstein, regia di Calvin Floyd (1977)

### Anni ottanta
- Doctor Franken, regia di Marvin J. Chomsky e Jeff Lieberman - Film TV (1980)
- L'isola del dottor Frankenstein (Frankenstein Island), regia di Jerry Warren (1981)
- Frankenstein, regia di James Ormerod - Film TV (1984)
- Frankenstein 90, regia di Alain Jessua (1984)
- La sposa promessa (The Bride), regia di Franc Roddam (1985)
- Fracchia contro Dracula, regia di Neri Parenti (1985)
- Gothic, regia di Ken Russell (1986)
- The Vindicator, regia di Jean-Claude Lord (1986)
- Scuola di mostri (The Monster Squad), regia di Fred Dekker (1987)
- El aullido del diablo, regia di Paul Naschy (1987)
- Lo strano caso del dottor Frankenstein (Frankenstein General Hospital), regia di Deborah Roberts (1988)
- Scooby-Doo e la scuola del brivido (Scooby-Doo and the Ghoul School) (1988)
- Scooby-Doo e il lupo mannaro (Scooby-Doo and the Reluctant Werewolf) (1988)

### Anni novanta
- Frankenstein oltre le frontiere del tempo (Frankenstein Unbound), regia di Roger Corman (1990)
- Il mio amico Frank (Frankenstein - The College Years), regia di Tom Shadyac (1991)
- Frankenstein: The Real Story, regia di David Wickes - Film TV (1992)
- Frankenstein di Mary Shelley (Mary Shelley's Frankenstein), regia di Kenneth Branagh (1994)
- Topolino e il cervello in fuga (Runaway Brain) (1995)
- Il mio amico Frankenstein (Frankenstein and Me), regia di Robert Tinnell (1997)
- Alvin Superstar incontra Frankenstein (Alvin and the Chipmunks Meet Frankenstein), regia di Kathi Castillo (1999)

### Anni duemila
- Chi ha paura...? (Monster Mash), regia di Guido Manuli (2000)
- Van Helsing, regia di Stephen Sommers (2004)
- The Lab, regia di Marcus Nispel - Film TV (2004)
- Frankenstein, regia di Kevin Connor - miniserie TV di 268 min (2004)
- Frankenstein, regia di Jed Mercurio - Film TV[8] (2007)

### Anni 2010
- Hotel Transylvania, regia di Genndy Tartakovsky (2012)
- The Frankenstein Theory, regia di Andrew Weiner (2013)
- I, Frankenstein, regia di Stuart Beattie (2014)
- Hotel Transylvania 2, regia di Genndy Tartakovsky (2015)
- Victor - La storia segreta del dott. Frankenstein (Victor Frankenstein), regia di Paul McGuigan (2015)
- Monster Family, regia di Holger Tappe (2017)
- Hotel Transylvania 3 - Una vacanza mostruosa (Hotel Transylvania 3: Summer Vacation), regia di Genndy Tartakovsky (2018)

## Influenza culturale
La filmografia firmata da James Whale è entrata nell'immaginario comune ed è stata citata in altre produzioni, come ad esempio ne La sposa di Chucky (1999), in cui un personaggio guarda alla TV La moglie di Frankenstein. Demoni e dei è un film biografico sugli ultimi anni della vita di Whale che nel film ricorda gli anni del periodo dei mostri della Universal; le varie scene descrivono i set e fanno vivere i fuoriscena delle pellicole in questione.
- Lo spirito dell'alveare (1973), diretto da Víctor Erice: due bambine guardano in un cinema il film di Frankenstein e si convincono che la "creatura" esiste.
- The Rocky Horror Picture Show (1975), diretto da Jim Sharman: è una reinterpretazione musicale del mito Frankenstein.
- Demoni e dei (1998) di Bill Condon: si racconta la vita di James Whale ed il suo rapporto con il suo Frankenstein.